# Shutokō Battle '94: Drift King Tsuchiya Keiichi & Bandō Masaaki
Shotokō Battle '94: Drift King Tsuchiya Keiichi & Bandō Masaaki (首都高バトル'94 ドリフトキング 土屋圭市&坂東正明?) es un videojuego de carreras desarrollado por Genki y publicado por Bullet-Proof Software para la Super Famicom. Fue lanzado el 27 de mayo de 1994 exclusivamente en Japón. Es el primer juego de la serie Shutokō Battle.

## Jugabilidad
El jugador controla un coche y el objetivo es ganar la carrera.
Hay un modo de campaña de escenarios, donde el jugador comienza con un coche de serie, puede tunearlo y participar en varias carreras en carreteras, pistas de carreras y caminos de montaña.  El derrape es la forma preferida de tomar curvas difíciles.
Como la mayoría de los juegos de carreras para SNES, este utiliza en gran medida el modo de dibujo de "polígono en perspectiva" de SNES para dibujar la pista (que es básicamente un polígono de textura plana enorme) y sprites superpuestos para objetos como automóviles.